# Rosa de América
Rosa de América è un film del 1946 diretto da Alberto de Zavalía.

## Trama

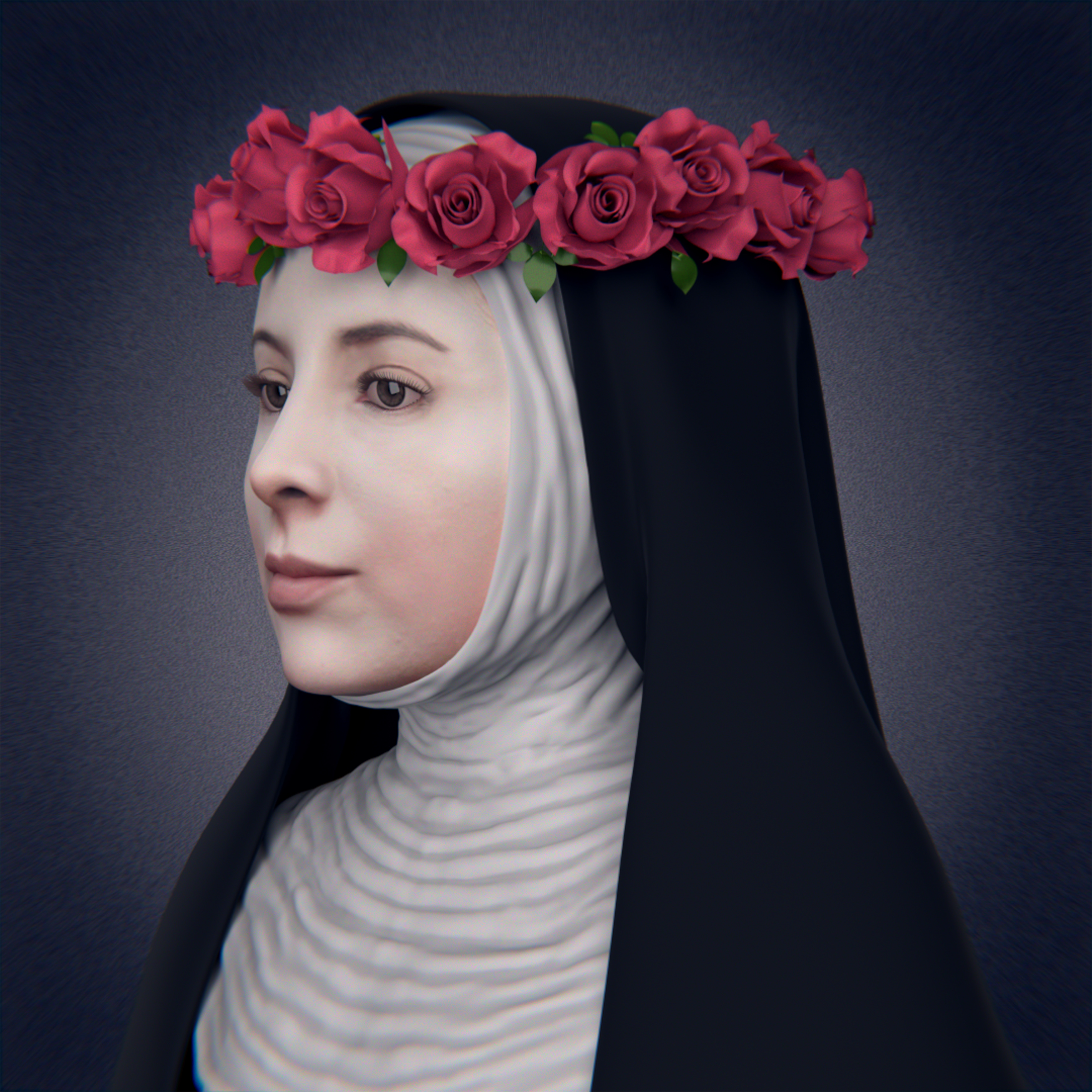
Ricostruzione facciale di santa Rosa da Lima eseguita dal designer Cícero Moraes a partire dallo studio del suo cranio

Film sulla vita della religiosa peruviana, Rosa da Lima (Lima, Perù, 1586 - 1617)